# フランケンシュタイン (1931年の映画)
『フランケンシュタイン』（原題：Frankenstein）は、1931年にアメリカ合衆国のユニバーサル映画が製作したホラー映画。メアリー・シェリーの小説『フランケンシュタイン』の映画化作品。主演コリン・クライブ、監督ジェイムズ・ホエール。
本作は世界的に大ヒットし、モンスター役を演じたボリス・カーロフもまた、怪奇スターとして世界にその名を知られた。

## ストーリー
フランケンシュタイン男爵家の嫡男である若き科学者ヘンリーは、生命創造の研究に没頭していた。ヘンリーは助手のフリッツと共に墓地から盗み出した死体を接合し、彼に恩師であるウォルドマン教授の研究室から人間の脳を盗んでくるように指示する。同じ頃、行方不明になったヘンリーの身を案じる婚約者のエリザベスは、共通の友人ヴィクターと共にウォルドマンの元を尋ね、ヘンリーが生命の創造を行っていることを聞き出す。三人はヘンリーが籠る山奥の塔に向かい、彼の実験に立ち会うことになる。嵐の雷光を利用して高圧電流を浴びせられた死体は生命を得て目覚め、ヘンリーは狂喜する。
ウォルドマンは生き返った怪物を破棄するように求めるが、ヘンリーは実験を続けようとして拒否する。しかし、フリッツが盗み出した脳が殺人者のものだと聞かされ戸惑いを感じる。その時、地下室からフリッツの叫び声が聞こえ、二人が地下室に向かうとフリッツは怪物に殺されていた。ウォルドマンは劇薬で怪物を殺そうとするが、反撃に遭い二人とも負傷する。劇薬を注射された怪物は気絶し、ヘンリーは彼の身を案じて駆け付けた父フランケンシュタイン男爵やエリザベス、ヴィクターに助け出される。ヘンリーは怪物のことを忘れ、エリザベスとの結婚を決意する。
ヘンリーとエリザベスの結婚式が執り行われ、村中が祝福の声を挙げる中、塔に残り怪物を始末しようとしていたウォルドマンは怪物に殺され、怪物は塔から逃げ出す。怪物は村外れの民家で出会った少女マリアと交流するが、不意に彼女を湖に投げ込み溺死させてしまう。怪物は結婚式の会場に乗り込み、エリザベスを襲い負傷させる。ヘンリーは怪物を始末する決意を固め、またマリアの父ルドヴィクの訴えを受けた市長も村人を引き連れて怪物狩りに乗り出す。山奥で怪物を発見したヘンリーは殴り倒され、風車小屋に連れ去られてしまう。村人が風車小屋を取り囲む中、怪物と対峙したヘンリーは屋上から投げ捨てられて重傷を負い、怪物は村人によって火を放たれ燃え盛る風車小屋諸共崩れ去った。

## キャスト

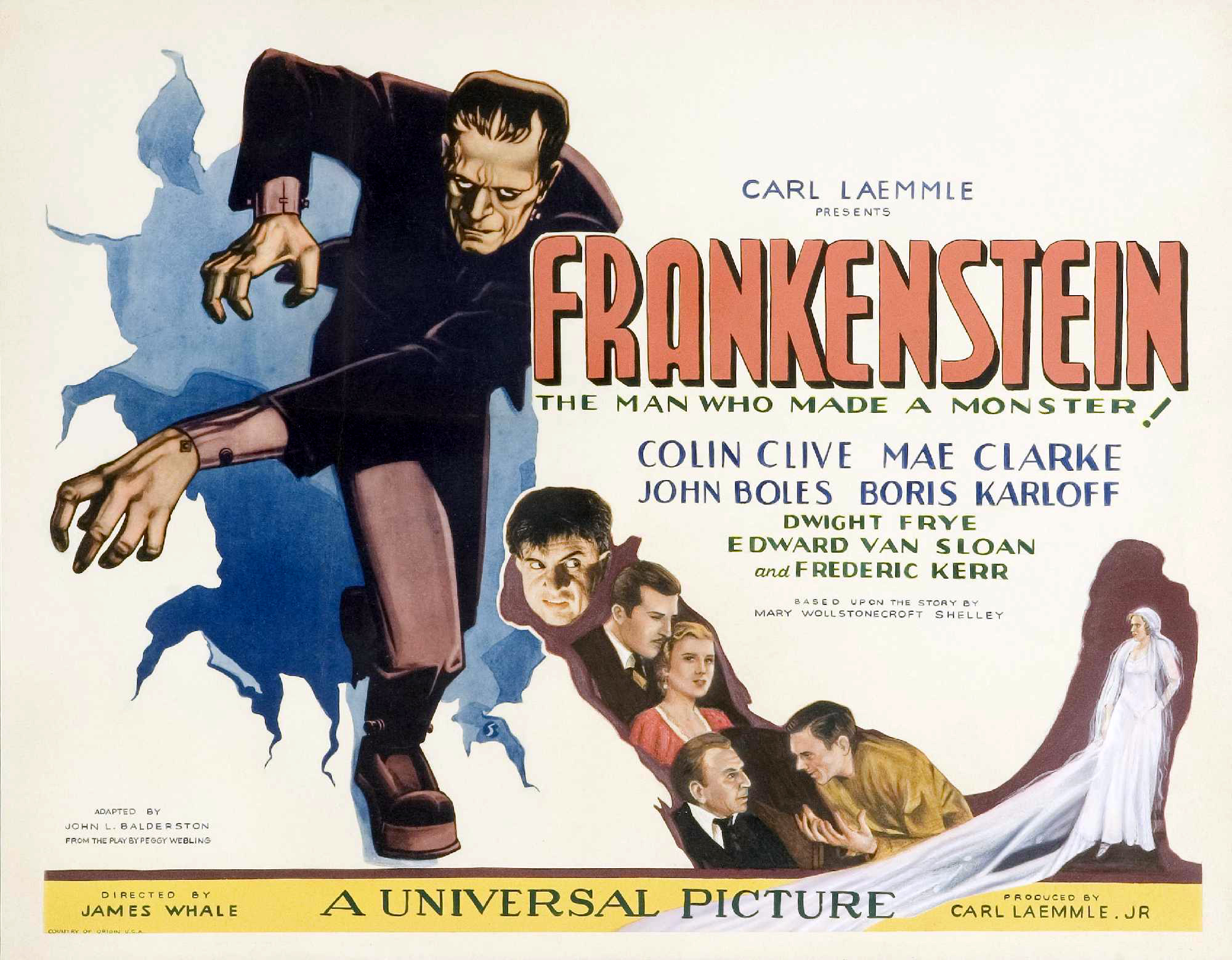
『フランケンシュタイン』のポスター

- ヘンリー・フランケンシュタイン(Henry Frankenstein) - コリン・クライヴ（英語版）（日本語吹替：前田昌明）
- エリザベス(Elizabeth) - メイ・クラーク
- ヴィクター・モーリッツ(Victor Moritz) - ジョン・ボリス（英語版）
- フランケンシュタインの怪物(The Monster) - ボリス・カーロフ[4]
- ウォルドマン教授(Doctor Woldman) - エドワード・ヴァン・スローン
- フランケンシュタイン男爵(Baron Frankenstein) - フレデリック・カー（英語版）
- フリッツ(Fritz) - ドワイト・フライ（英語版）
- 市長(The Burgomaster) - ライオネル・ベルモア（英語版）
- マリア(Little Maria) - マリリン・ハリス
- ルドヴィク - マイケル・マーク（英語版）

※日本語吹替：初回放送1964年2月27日 NET『ショック！』

## スタッフ
- 製作：カール・レムリ・Jr
- 監督：ジェイムズ・ホエール
- 脚本：ギャレット・フォート、ロバート・フローリー、フランシス・エドワード・ファラゴー
- 原作：メアリー・シェリー
- 撮影：アーサー・エジソン
- 音楽：バーンハルド・カウン
- 特撮：ジョン・P・フルトン
- メイキャップ：ジャック・P・ピアース
- 配給：ユニバーサル映画

## 作品解説

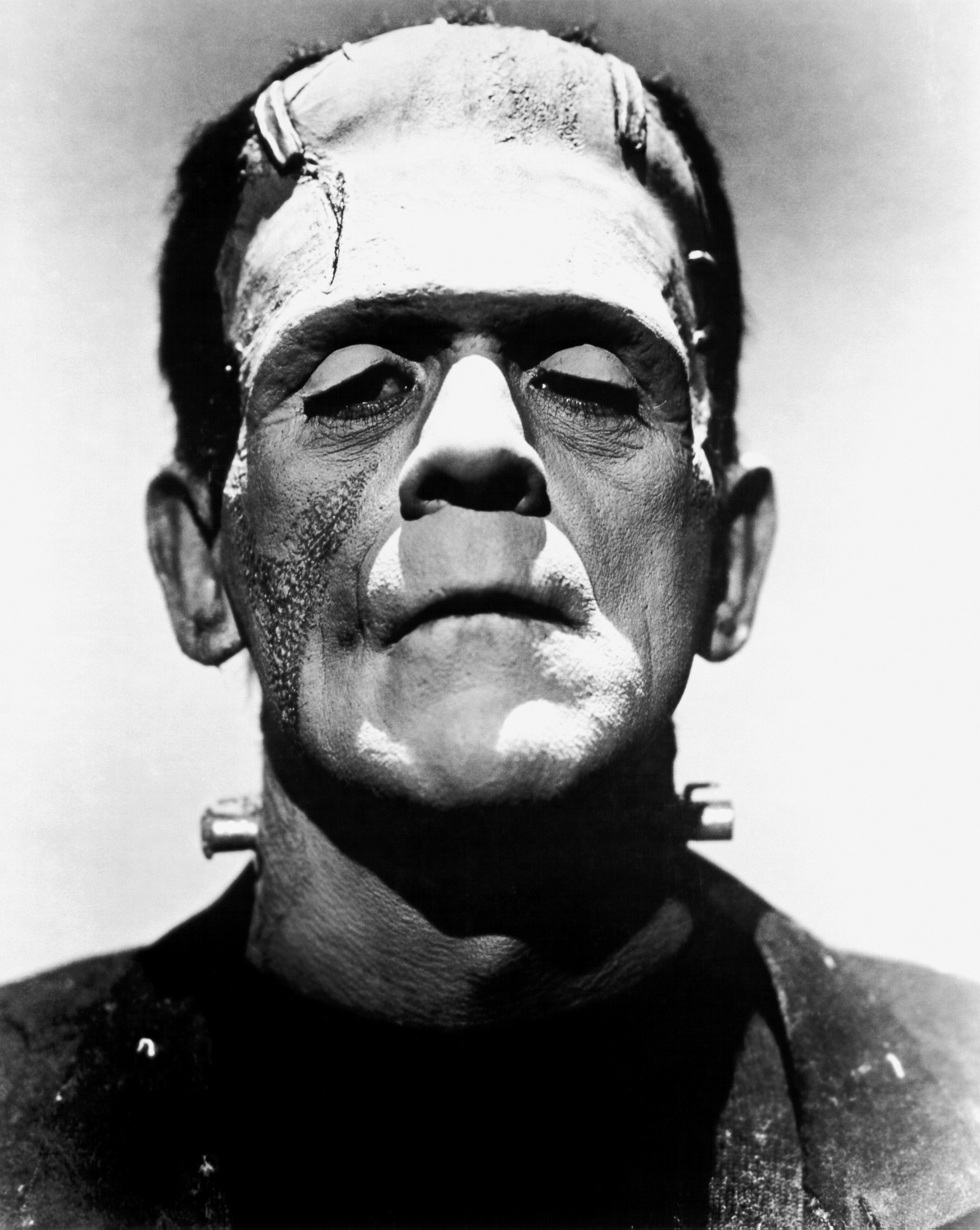
ボリス・カーロフの演じた「フランケンシュタインの怪物」

1931年に『魔人ドラキュラ』を大ヒットさせたユニバーサル映画は、ホラー映画第2弾としてメアリー・シェリーによるゴシック小説の名作『フランケンシュタイン』の映画化を企画する。同作は1910年にエジソン社によって映画化された事があった。ユニバーサルはドラキュラ伯爵を演じて怪奇スターとなっていたベラ・ルゴシをフランケンシュタイン・モンスター役にキャスティングしようとした。しかしルゴシが台詞のない厚いメイクの怪物役を拒否した為、コリン･クライブをモンスターの創造者である科学者ヘンリー・フランケンシュタインとして主演に起用、モンスター役は脇役俳優だったボリス・カーロフに配役された。
完成・公開された映画は、スローテンポが特徴だった『魔人ドラキュラ』とは対照的に、スリリングな展開を持つ傑作との評価を受け、前作を上回る世界的大ヒットを記録した。そして、オープニングでモンスター役の俳優名を「？」とクレジットされたカーロフ（エンディングでは「ボリス・カーロフ」とクレジットされている）もまた、世界に知られる怪奇スターとなった。
原作ではモンスターの容貌について、大男で極めて醜い事が強調されるが具体的描写は乏しい。現在「フランケンシュタインの怪物(Frankenstein's monster)」として一般的にイメージされる「面長で平らな頭部に広くせり出した額、首から突き出した（首に刺さった）ボルト」といった容貌は、本作においてメイクアップ師のジャック・P・ピアースが造形し、カーロフに施したものである。このピアースの技量に加えて、カーロフによる怪物の恐怖と、人造人間の哀感を表現した演技により、モンスターのデザインは世界的スタンダードとなった。モンスターの印象が強すぎた為、創造者の名である「フランケンシュタイン」が、本来名前のないモンスターの名と誤解されて広まってしまった程であった。
『魔人ドラキュラ』に次ぐ本作の大ヒットにより、ユニバーサルは1940年代半ばまでホラーのヒットメーカーとして多くの作品を製作する。フランケンシュタイン・モンスターの登場する映画も、本作を含め8本作られた（後述）。

## 当時のボリス・カーロフ
本作でフランケンシュタイン・モンスター役に起用される以前のボリス・カーロフについて、無名俳優であったとの記述が書籍やネット等でも見られるが、カーロフは1930年当時のハリウッド映画で4-7番手位（この映画のThe Monsterも4人目に表示されている）にクレジットされる重要な役を多く演じており、脇役俳優として一定の評価を得ていた。主演スターではないが「無名」との表現は適当ではない。ポール・ムニ主演のギャング映画の傑作「暗黒街の顔役」ではムニ扮するトニー・カモンテと敵対するガフニー役としてムニ、ジョージ・ラフトらと並んで上位にクレジットされている。

## シリーズ作品
本作のヒットによりユニバーサル映画はカーロフをモンスター役として2本の続編を製作した。カーロフはそこまでで降板するが、その後もシリーズはモンスター役を変えながら継続される、第5作では第1作で拒否したベラ・ルゴシも演じた。その第5作以降、シリーズは狼男やドラキュラなど複数の怪物が競演する怪物エンターテインメント的作品になっていく。カーロフは第6作にマッドドクターのニーマン博士として再出演している。シリーズ作は以下の通り。
1. フランケンシュタイン （1931年 本作）
2. フランケンシュタインの花嫁 （1935年 モンスター役：ボリス・カーロフ）
3. フランケンシュタインの復活 （1939年 モンスター役：ボリス・カーロフ）
4. フランケンシュタインの幽霊 （1942年 モンスター役：ロン・チェイニー・ジュニア）
5. フランケンシュタインと狼男 （1943年 モンスター役：ベラ・ルゴシ）
6. フランケンシュタインの館 （1944年 モンスター役：グレン・ストレンジ）
7. ドラキュラとせむし女 （1945年 モンスター役：グレン・ストレンジ）
8. 凸凹フランケンシュタインの巻 （1948年 モンスター役：グレン・ストレンジ）